# Amsbergové
Amsbergové je německý šlechtický rod, pocházející z Meklenburska. Členové jsou potomky kováře Jürgena Amtsberga. Pastor Johann David Theodor August Amsberg (1747–1820) si sám přidal ke jménu von Amsberg. Právo nosit toto jméno s předložkou „von“ bylo uznáno roku 1891 meklenbursko-zvěřínským velkovévodou. Tímto se rodina stala členy nižší šlechty. Současný nizozemský král Vilém-Alexandr je agnatickým členem tohoto rodu.
Členové rodu žijí v Nizozemsku a v severním Německu. Bratři krále Viléma a jejich děti používají přídomek Jonkheer van Amsberg a jejich příjmení zní "van Oranje-Nassau van Amsberg."

## Hlavy rodu
1. Jürgen Amtsberg, asi 1640–1686, mistr kovář
2. Jürgen Amtsberg, 1680–1756, mistr pekař
3. Georg Amtsberg, 1717–1772
4. Johann David Theodor August Amsberg, který si sám přidal "von Amsberg", pastor v Kavelstorfu
5. Joachim Karl Theodor von Amsberg, 1777–1842
6. Gabriel Ludwig Johann von Amsberg, 1822–1899
7. Wilhelm von Amsberg, 1856–1929
8. Claus Felix von Amsberg, 1890–1953
9. Claus van Amsberg, Jonkheer van Amsberg, rozený Klaus von Amsberg, 1926–2002
10. Vilém-Alexandr Nizozemský, Jonkheer van Amsberg, nar. 1967